# 特三号戦車
特三号戦車 クロ（とくさんごうせんしゃ -）は、太平洋戦争（大東亜戦争）中に大日本帝国陸軍が計画した空挺戦車である。滑空機としての試作名称はク6。

## 特徴
車両は、乗員を2名に減らして軽量なガソリンエンジンに換装するなどして2.9トンまで軽量化した九八式軽戦車で、これに全幅22メートルの主翼を取り付けた。九七式重爆撃機などで曳航し、目標上空で切り離した後に滑空して着陸、翼を取り外して通常の戦車として運用する。また、履帯では摩擦抵抗が多すぎて離陸・着陸速度に達することができず、専用のソリをはいて離着陸に臨んだ。
武装は、原型と同じ一〇〇式三十七粍戦車砲を予定していたが、火炎放射器への換装も予定されていた。

## 歴史
日本陸軍は以前から滑空機の研究を行っていたが、支那事変が勃発すると、それを不急のものとして中止していた。しかし、日本陸軍は欧州戦場における兵員輸送用滑空機の活躍に着目し、滑空機の研究を再開し、兵員輸送用の「ク1」や戦車輸送用の「ク6」の試作を企業に命じた。
ク6は前田航研工業の提案で、陸軍と三菱重工業が共同開発に当たったものだった。1943年（昭和18年）秋、日本陸軍に初の軍用グライダーによる空挺部隊「滑空歩兵連隊」が編成された。従来の空挺部隊が小銃や機関銃、手榴弾のみで武装していたのに対し、本部隊は四一式山砲や九四式山砲を輸送グライダーである四式特殊輸送機に積載することで強力な火力を有することができた。しかし、より強力かつ機動性の高い戦車の搭載は、グライダーをもってしても不可能であった。そこで1944年（昭和19年）、航空本部と機甲本部、第四技術研究所は、九八式軽戦車をベースにした滑空可能な軽戦車の開発に着手した。
主翼は前田航研工業、車体は三菱重工業で試作された。しかし、滑空中の操縦が非常に難しく、しかも制空権を喪失した状況下では曳航機もろとも捕捉撃墜される可能性が極めて高かった。性能未知数の兵器よりも実用性の高い兵器の開発に傾注すべきとの意見が強く、開発は途中で頓挫した。